# Bosrá
Busaira (en árabe: بُصَيْرا‎, romanizado: buṣayrā) es una ciudad en Gobernación de Tafila, Jordania, ubicado entre las ciudades de Tafila (Tophel) y Shoubak. Bosrá es una ciudad bíblica identificada por algunos investigadores con un sitio arqueológico situado en el pueblo de Busaira.

## Narrativa bíblica
Bosrá significa corral o recinto en hebreo y era una ciudad pastoral en Edom al sureste del Mar Muerto. Según la narrativa bíblica, era la ciudad de uno de los reyes de Edom, Jobab hijo de Zerah.
El profeta Jeremias predijo la destrucción eterna de Bosrá. La Biblia predice que los territorios de Babilonia, Edom, Bosrá, Moab, Tiro, Hazor y los hijos de Amón llegarán a ser como Sodoma y Gomorra, o deshabitados para siempre.

## Excavaciones y otras actividades arqueológicas
La excavación del sitio empezó en la déada de los 1970, y al principio dataron los hallazgos del siglo VIII a. C. Aun así, los estudios posteriores indicaron que los sitios principales del área, incluyendo Umm el-Biyara, Tawilan y Buseirah, no pre-datan del séptimo siglo a. C. (Hierro II).
Durante las excavaciones de 2009, descubrieron una iglesia, posiblemente bizantino, habitaciones, y pozos de agua.
Una tumba antigua es popular entre turistas y se piensa que pertenece a Al-Harith Bin Umair Al-Azadi, cuyo asesinato causó la Batalla de Mu'tah de 639 d. C.
Un número de iniciativas comunitarias, como el Busayra Proyecto de Patrimonio Cultural, ha trabajado en años recientes para desarrollar capacidad de turismo en el sitio arqueológico y levantar concienciación entre residentes locales de la rica historia antigua del área.
- Colección de foto on-line de actividades escolares y comunitarias en Busayra, incluyendo el sitio arqueológico, 2014@–2018, vía el USAID SCHEP Colección (ACOR Archivo Digital)